# Nebuloasă de reflexie

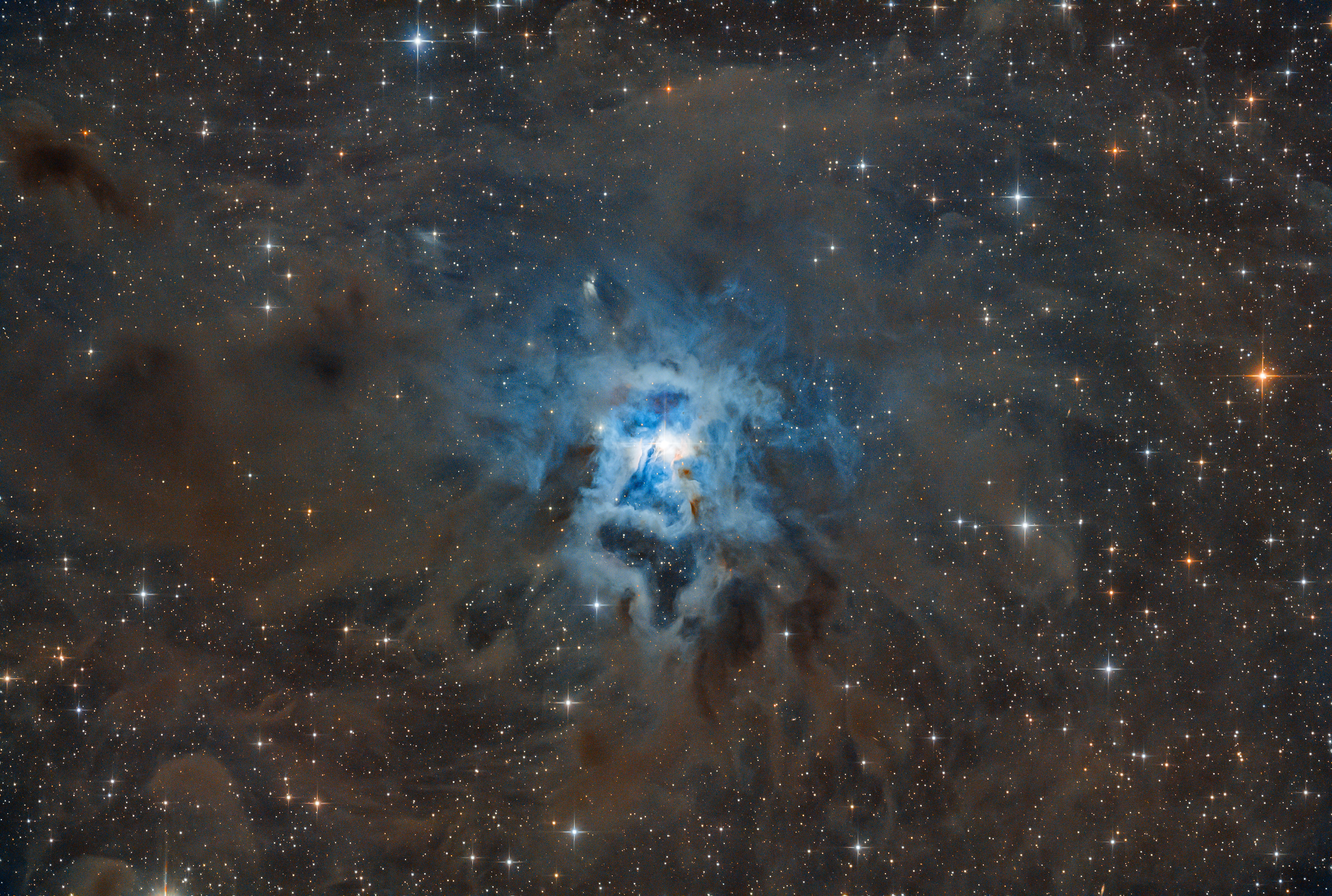
Nebuloasă de reflexie din constelația Cefeu.

Nebuloasa de reflexie este acel tip de nebuloasă care strălucește datorită difuziei și difracției luminii stelelor mai reci. Nebuloasa este formată din praf interstelar. Spectrul unei nebuloase de reflexie este identic cu cel al stelei a cărui lumină o reflectă. Ambarțumian Gordeladze afirma că numărul de nebuloase care difuzează lumina acestora este proporțional cu fracțiunea iluminată de el. Acest lucru face ca asociația dintre stele și nebuloase să fie întâmplătoare.
Printre cele mai frumoase sunt cele care înconjoară Pleiadele. O nebuloasă albastră de reflexie poate fi văzută în aceeași zonă a cerului, Nebuloasa Trifidă. Giganta roșie Antares este înconjurată de o mare nebuloasă roșie de reflexie.
Nebuloasele de reflexie sunt adesea locuri ale formării stelelor
În 1922, Edwin Hubble a publicat rezultatul investigațiilor pe care le-a făcut asupra nebuloaselor luminoase. O parte a acestei lucrări este legea luminozității lui Hubble pentru nebuloasele de reflexie care stabilește o relație între mărimea unghiulară  (r) a nebuloasei și magnitudinea aparentă (m) a stelei asociate:
5 log(r) = - m + k,
unde k este o constantă care depinde de sensibilitatea instrumentelor de măsură.